# Centro Pompidou Metz
Il Centro Pompidou-Metz è un museo francese dedicato principalmente all'arte moderna e contemporanea, ubicato a Metz, nel quartiere dell'Anfiteatro, tra il parco della Seille e la Stazione di Metz-Ville.
Creato nel 2010 nell'ambito di un progetto di sviluppo del quartiere dell'Anfiteatro, il Centro Pompidou-Metz è uno dei musei più visitati in Francia al di fuori di Parigi, anche grazie alla sua posizione privilegiata, vicino al confine con paesi come Lussemburgo, Germania e Belgio.
La sua creazione ha rappresentato il primo esempio di decentramento di un edificio pubblico culturale, in questo caso il Centro Georges Pompidou di Parigi. Percepito come elemento fondatore del nuovo quartiere dell'Anfiteatro, il museo ha aperto ufficialmente il 12 maggio 2010. Ad occuparsi del progetto di costruzione sono stati gli architetti Shigeru Ban, Jean de Gastines e Philip Gumuchdjian. Il museo è stato creato grazie al finanziamento della municipalità di Metz, del Centro Pompidou di Parigi, del consiglio generale della Mosella, del consiglio regionale della Lorena, dello Stato francese e dell'Unione europea. L'edificio è stato costruito dall'impresa di costruzione Demathieu Bard.

## Storia
L'idea di creare una filiale del Centro Georges Pompidou di Parigi in un'altra zona della Francia venne nel 1997 al direttore del museo, Jean-Jacques Aillagon. Il museo venne infatti chiuso per lavori dal 1997 al 2000, e per continuare ad esporre le varie collezioni si decise di creare il progetto Fuori dai muri, consistente nell'esposizione delle varie collezioni del Centro Pompidou nelle gallerie di diverse città francesi. Visto il successo delle esposizioni, si pensò di creare in maniera permanente una seconda sede del Centro Pompidou in Francia.
Un input al progetto venne dato dallo stesso Aillagon quando nel 2002 venne nominato ministro della cultura dal presidente Jacques Chirac. In virtù della sua carica, Aillagon si impegnò a fondo per portare avanti il progetto di decentralizzazione del Centro Pompidou di Parigi. Varie città manifestarono interesse verso il progetto, tra le quali Caen, Montpellier, Nancy, Lille e Metz.
Nel gennaio 2003 fu infine annunciato che la scelta definitiva era ricaduta su Metz, e nel marzo successivo fu lanciato il bando per la scelta del progetto del nuovo museo, che a fine anno venne vinto dagli architetti Shigeru Ban, Jean de Gastines e Philip Gumuchdjian.
La costruzione dell'edificio si inserì all'interno del progetto di riqualificazione urbanistica del quartiere dell'Anfiteatro proposto dalla città di Metz, e che oltre al Centro Pompidou portò alla costruzione del parco della Seille, del centro congressi «Robert Schuman», del centro commerciale Muse oltre che di vari edifici di edilizia abitativa e zone verdi.
Nell'estate 2006 venne inaugurata nei pressi del cantiere del museo la Maison du projet, un edificio temporaneo destinato ad informare il pubblico sullo stato dei lavori e sulle iniziative culturali che il nuovo museo avrebbe accolto. Tale edificio venne poi smantellato nel 2009, in prossimità dell'apertura del museo.
I lavori per la realizzazione del museo ebbero ufficialmente inizio il 7 novembre 2006, con la posa della prima pietra da parte di Claude Pompidou, vedova di Georges Pompidou. La consegna dell'edificio, inizialmente prevista per il 2008, fu in seguito posticipata per ragioni tecniche al 2009 e poi, a causa di un incendio nel cantiere, al 2010.
L'inaugurazione ufficiale dell'edificio avvenne l'11 maggio 2010 alla presenza del presidente francese Nicolas Sarkozy. Nell'occasione venne aperta la prima mostra del museo, intitolata "Chefs-d’œuvre?" (Capolavori?), con più di 800 opere d'arte provenienti perlopiù dal Centro Pompidou di Parigi.

## Edificio
Il Centro Pompidou di Metz presenta una pianta esagonale. La struttura si sviluppa attorno ad un corpo centrale con una torre alta 77 metri e si caratterizza per la presenza di tre gallerie che si attraversano trasversalmente l'una con l'altra e che sono autoportanti. Le tre gallerie sono orientate verso punti diversi della città, così da fornirne una panoramica quanto più completa possibile.
La copertura dell'edificio, interamente fatta in legno, richiama nella forma un cappello tradizionale cinese posseduto dallo stesso Shigeru Ban.
Oltre al vasto spazio espositivo, che si estende su 5.000 m2, la struttura comprende luoghi per l'accoglienza del pubblico, uno studio per la presentazione di spettacoli o performance artistiche, giardini, un auditorium, una libreria, un ristorante e un caffè.

## Esposizioni
Il programma delle esposizioni e la scelta dei lavori da esporre sono realizzati in sinergia con il Centro Georges Pompidou di Parigi e comprendono soprattutto opere provenienti dal Musée national d'art moderne (MNAM) del Beaubourg, la più grande collezione esistente di arte moderna e contemporanea.